# Bolognai főegyházmegye
A főegyházmegyének három szuffragán egyházmegyéje van:
- Faenza-Modiglianai egyházmegye
- Ferrara-Comacchiói főegyházmegye
- Imolai egyházmegye

## Szomszédos egyházmegyék
- Pistoiai egyházmegye (délnyugat)
- Modena-Nonantolai főegyházmegye (nyugat)
- Ferrara-Comacchiói főegyházmegye (északkelet)
- Ravenna-Cerviai főegyházmegye (kelet)
- Imolai egyházmegye (délkelet)
- Firenzei főegyházmegye (dél)
- Pratói egyházmegye (dél)